# Hovgården
Hovgården ligger på øen Adelsö i Mälaren i Stockholms län i Sverige og er med sine over 3000 arkæologiske fund et stort arkæologisk arkiv. Her findes gravpladser, borge, tingsted, runestenen Håkanstenen og ikke mindst fortidsmindeområdet ved Hovgården, som sammen med Birka blev optaget på UNESCOs liste over verdensarvsområder i (1993).
Ved Hovgården lå i vikingetiden kongsgården, hvorfra Birka blev styret. Her findes de "kongehøje", hvor Birkas konger måske ligger begravet, og her er ruinerne efter Magnus Ladulås' palads Alsnöhus fra 1270, stedet for det historiske møde i 1279 eller 1280, hvor Alsnö stadga (vedtægt) blev udfærdiget. Ved Hovgården ligger også Adelsö kirke fra 1100-tallet, og formodentlig lå her også en af Sveriges første kirker, en trækirke. Ved Hovgården ligger et tingsted, hvor man tror at blandt andre Björn, som var konge i Uppland i 800-tallets første halvdel, holdt ting. Björn residerede formentlig på kongsgården på Adelsö. Han er kendt som den konge, som tog mod de kristne missionærer, som ifølge Rimberts Ansgars levned kom til Birka ca. år 830.